# Сушки (роди)
Сушки — роди українського походження відомі більше 365-ти років. Зустрічаються на теренах козацької України і Галичини.

## Походження прізвища
Існує декілька версій.
1. Януш Станкевич (Janusz Stankiewicz) трактує ім'я і прізвище Сушко так — Suszcko — od gwarowego suszczeć, suszczyć ‘szeleścić’, тобто Сушко — від слів «свист», «свистун».
2. Прізвище Сушко походить від імені Сушко, яке в свою чергу походить від слова «сухий». Сушко — маленький Сухий, а Сущенко (Сучченко) — син Сушка.
3. Прізвище Сушко від прозвища Сущ, Сущик. Прозвище Сущ, Сущик- в'ялені суха снетка та інша суха дрібна риба /окунь і т. ін./. Згідно з цією версією Сушком могли прозвати рибалку чи того, хто любив суху рибу.
Закінчення прізвища на «-о», як видно з документа 912 року та документів РГАДА (Москва) дуже давнього походження. Закінчення «-о» московітами було запозичене і перетворено в «-ка» /Ивашка, Фомка і т. ін./. В Руській Київській державі, а пізніше і в Україні означало меншу ступінь, тобто батько /голова/-Сухий, а син-Сушко, а згодом батько — Сушко, син — Сущенко.
Вивчаючи польські герби, знаходимо герб шляхти Бялиня, серед якої прізвище і Сушко.
Є ряд населених пунктів, які носять назву Сушки — Сушки (Козельщинський район), Сушки (Коростенський район), Сушки (Красилівський район), Сушки (Канівський район) — всі в Україні; Сушки (Спаський район) — в Росії; Сушки (Кам'янецький район), Сушки (Верхньодвінський район), Сушки (Міорський район) — всі в Білорусі.

## Історичні відомості
Перша документальна згадка про козаків Сушків — відомий Зборівський реєстр 1649 р. — Іван і Петро — козаки Іркліївської сотні, Кропивнянський (згодом — Переяславський) полк; Троцъкий — козак Переволочинської сотні, Васко — Липовъчане, Прилуцький полк; Остапъ — козак Мошенської сотні, Черкаський полк; Грицько — козак Лукомлської сотні, Романъ — козак Балаклійської сотні, всі — Полтавський полк; Іван — козак Козелецької сотні, Київський полк. В присязі 1654 р. значиться козак Ігнат, с. Загорівського, Борзнянської сотні, Чернігівський полк.
З різних першоджерел (присяги, ревізії, реєстри, компути тощо) відомо, що в 18 ст. представники родів Сушків (Сущенків, Шушків) проживали в наступних населених пунктах — Харківського полку, с. Козляничі Волинської сотні, Чернігівський полк; с. Дубовичі — Кролевецька сотня, м. Батурин, Батуринська сотня, Борзнянська сотня, Ніжинський полк; Хорольська сотня, Власівська сотня, Багацька сотня, всі — Миргородський полк; Іркліївська сотня, Баришевська сотня, обидві — Переяславський полк; Полкової Прилуцької сотні, І-ша Варвинськая сотня, Прилуцький полк; Омельницької сотні, Чигиринський полк; с. Білоусівка, с. Села Брисюв, с. Бондарів, всі — Чорнухинської сотні, Пирятинська сотня, с. Усівка, с. Вовчків 1-ї Лубенської сотні, всі — Лубенський полк.
Згодом частина родин Сушків переселяється на Кубань.

## Відомі персоналії
- Яків Іванович Долинський [Сучченко] — сотник Батуринської сотні Ніжинського полку на 1713 р.
- Пархом Сушковський — покозачений шляхтич П'ятигірської сотні, Білоцерківського полку.
- Іванъ Сушко — отаман з с. Хомви, Борзнянської сотні, Ніжинський полк.
- Нестор Сушко — отаман на 1762 р. с. Великой Загоровки.
- Микола Сушко — хорунжий, Батуринська сотня Ніжинський (ех. Борзнянський) полк на 1767—1769 рр.
- Іван Сушко — військовий товариш, райця Полтавського магістрату (1779), бунчуковий товариш — Полтавський полк.
- Григорий Сушко — отаман Варвинської сотні, Прилуцький полк на 1783 р.
- Сушко Роман Кирилович (Псевда: «Сич», «Кіндрат») (* 9 березня 1894, с. Ременів, тепер Кам'янка-Бузький район, Львівська область — † 14 січня 1944, Львів) — військовий і політичний діяч, поручник УСС, співорганізатор і полковник Січових Стрільців, співорганізатор, 6-й (01.1927—11.1928) та 10-й (кін.1929—06.1930) крайовий комендант УВО, співзасновник ОУН, командир «Легіону Сушка» (09.1939).
- Сушко Костянтин Іванович (нар. 5 жовтня 1946 року в селі Бабине, Херсонської області) — письменник-прозаїк, журналіст, член Національної спілки письменників України та Національної спілки журналістів України, лауреат міжнародної премії імені І.Франка.
- Сушко Лука Григорович (нар.16 жовтня 1919, Вербка — 11 вересня 2011) — генерал-майор у відставці, Герой України.
- Сушко Микола (* 1909) — австрійський видавець українського походження.
- Сушко Олександр  (1880, Галичина—1966, Канада), український історик, журналіст, громадський діяч.